# 1577
Il 1577 (MDLXXVII in numeri romani) è un anno  del XVI secolo.

## Eventi
- 17 settembre – La sesta guerra religiosa, scoppiata l'anno precedente in Francia, si conclude con l'Editto di Poitiers.
- Il corsaro inglese Francis Drake intraprende la circumnavigazione della Terra, ripetendo quanto fatto da Magellano.

### America del Nord
- I coloni spagnoli guidati dal governatore Pedro Menéndes Marqués ricostruiscono il forte di Parris Island (Carolina del Sud), dopo che era stato distrutto dai nativi della zona, costrigendo i coloni a rifugiarsi in Florida.

## Nati

### Gennaio
- 19 gennaio - Nicholas Tufton, I conte di Thanet, nobile e politico inglese († 1631)
- 29 gennaio - Francesco Stelluti, naturalista e letterato italiano († 1653)

### Febbraio
- 6 febbraio - Beatrice Cenci, nobildonna italiana († 1599)
- 8 febbraio - Robert Burton, saggista inglese († 1640)
- 17 febbraio - Augusto di Sassonia-Lauenburg, nobile († 1656)
- 22 febbraio - Pieter Huyssens, architetto e gesuita fiammingo († 1637)

### Marzo
- 1º marzo - Richard Weston, I conte di Portland, politico britannico
- 2 marzo - George Sandys, viaggiatore britannico († 1644)
- 3 marzo - Nicolas Trigault, gesuita, missionario e letterato belga († 1628)
- 20 marzo - Alessandro Tiarini, pittore italiano († 1668)
- 24 marzo - Francesco I di Pomerania, duca e vescovo luterano († 1620)
- 27 marzo - Iacopo Cicognini, poeta e drammaturgo italiano († 1631)

### Aprile
- 12 aprile - Cristiano IV di Danimarca, re († 1648)
- 23 aprile - Gaspard van den Bosch, arcivescovo cattolico belga († 1667)
- 26 aprile - Elisabetta di Nassau, duchessa († 1642)
- 27 aprile - Francesco Gonzaga, nobile italiano († 1616)

### Maggio
- 20 maggio - Giovanni Battista Bertusio, pittore italiano († 1644)
- 20 maggio - Filippo de' Medici, principe italiano († 1582)
- 31 maggio - Nur Jahan, nobildonna persiana († 1645)

### Giugno
- 12 giugno - Paolo Guldino, matematico e astronomo svizzero († 1643)
- 28 giugno - Peter Paul Rubens, pittore fiammingo († 1640)

### Luglio
- 9 luglio - Thomas West, III barone De La Warr, nobile inglese († 1618)
- 10 luglio - Anastasio De Filiis, astronomo italiano († 1608)
- 13 luglio - Rocco Pirri, abate e storico italiano († 1651)
- 21 luglio - Adam Willaerts, pittore e disegnatore olandese († 1664)
- 25 luglio - Anna di Montafià, nobile francese († 1644)

### Settembre
- 1º settembre - Scipione Caffarelli-Borghese, cardinale, arcivescovo cattolico e collezionista d'arte italiano († 1633)
- 6 settembre - Pietro Tacca, scultore italiano († 1640)
- 24 settembre - Luigi V d'Assia-Darmstadt († 1626)
- 29 settembre - Michel Le Nobletz, religioso e missionario francese († 1652)

### Ottobre
- 1º ottobre - Fedele da Sigmaringen, presbitero e santo tedesco († 1622)
- 3 ottobre - Fortunio Liceti, medico, filosofo e scienziato italiano († 1657)
- 6 ottobre - Ferdinando di Baviera, arcivescovo cattolico tedesco († 1650)
- 17 ottobre - Cristofano Allori, pittore italiano († 1621)
- 17 ottobre - Dmitrij Michajlovič Požarskij, militare russo († 1642)

### Novembre
- 4 novembre - François Leclerc du Tremblay, politico e religioso francese († 1638)
- 10 novembre - Jacob Cats, poeta, giurista e politico olandese († 1660)
- 25 novembre - Piet Pieterszoon Hein, corsaro, pirata e ammiraglio olandese († 1629)

### Dicembre
- 8 dicembre - Mario Minniti, pittore italiano († 1640)
- 17 dicembre - Francesco Fanelli, scultore italiano
- 20 dicembre - Antonio Brunelli, compositore italiano († 1630)
- 27 dicembre - William Howard, III barone Howard di Effingham, nobile inglese († 1615)

### Senza giorno specificato
- Baldassarre Aloisi, pittore italiano († 1638)
- Isabella Appiano, nobildonna italiana († 1661)
- Giovanni Girolamo Bronziero, medico e storico italiano († 1630)
- Gabriel de Castilla, navigatore e esploratore spagnolo († 1620)
- Giacomo Cavedone, pittore italiano († 1660)
- Luca Cellesi, vescovo cattolico italiano († 1661)
- Sulpitia Cesis, compositrice e liutista italiana
- Thomas Coryat, scrittore inglese († 1617)
- Giovanni Battista Crescenzi, pittore italiano († 1635)
- Girolamo D'Auria, scultore italiano
- Michele Damasceni Peretti, I principe di Venafro, nobile italiano († 1631)
- Cesare Gherardi, cardinale e vescovo cattolico italiano († 1623)
- Francesco Giugno, pittore italiano († 1621)
- Giovanni Giorgio di Hohenzollern-Hechingen, conte († 1623)
- Hōjō Ujimori, militare giapponese († 1608)
- Al-Maqqari, storico arabo († 1632)
- Leonard Helfried von Meggau, politico e nobile austriaco († 1644)
- Niceforo Melisseno Comneno, arcivescovo cattolico, grecista e letterato greco († 1635)
- Giovanni Antonio Molineri, pittore italiano († 1631)
- Roberto de Nobili, gesuita e missionario italiano († 1656)
- Okudaira Iemasa, militare giapponese († 1614)
- Antonio de Oquendo y Zandátegui, ammiraglio spagnolo († 1640)
- Agostino Oreggi, cardinale e arcivescovo cattolico italiano († 1635)
- Agostino Pallavicini, doge († 1649)
- Matteo Priuli, cardinale italiano († 1624)
- Antonio Provana, arcivescovo cattolico italiano († 1640)
- Nicolas Rigault, magistrato, bibliotecario e filologo francese († 1654)
- Acacio Antonio de Ripoll, giurista spagnolo († 1657)
- Zanobi Rosi, pittore italiano († 1631)
- Gabriel Sionita, religioso, insegnante e traduttore libanese († 1648)
- Johan Skytte, politico svedese († 1645)
- Lorenzo Tramalli, vescovo cattolico e diplomatico italiano († 1649)
- Gerhard Johannes Voss, teologo, filologo e storico olandese († 1649)
- Rodrigo da Cunha, arcivescovo cattolico, politico e storico portoghese († 1643)

## Morti

### Gennaio
- 6 gennaio - Guglielmo Della Porta, scultore italiano
- 14 gennaio - Jakob Bagge, ammiraglio svedese (n. 1502)
- 18 gennaio - Nicolò Ormaneto, vescovo cattolico italiano
- 23 gennaio - Nicola di Lorena, nobile francese (n. 1524)

### Febbraio
- 1º febbraio - Rodrigo Vadillo, vescovo cattolico spagnolo (n. 1506)
- 3 febbraio - Kamiizumi Nobutsuna, militare giapponese (n. 1508)
- 26 febbraio - Erik XIV di Svezia, re svedese (n. 1533)

### Marzo
- 8 marzo - Giulia Sanseverino, nobildonna italiana
- 23 marzo - Carlo II di Baden-Durlach, nobile tedesco (n. 1529)
- 25 marzo - Luigi III de La Trémoille, nobile francese (n. 1521)

### Aprile
- 8 aprile - Girolamo da Paradisoni, religioso italiano (n. 1525)
- 10 aprile - Juan de Juni, scultore francese (n. 1506)
- 11 aprile - Nicola Vicentino, compositore e teorico della musica italiano (n. 1511)
- 13 aprile - Bartolomeo Scappi, cuoco italiano (n. 1500)

### Maggio
- 10 maggio - Francesco II Gonzaga-Novellara, nobile italiano (n. 1519)
- 11 maggio - Caterina de Cardona, nobildonna e monaca cristiana spagnola (n. 1519)
- 26 maggio - Carlo Gualteruzzi, letterato e filologo italiano (n. 1500)
- 28 maggio - Maria Bartolomea Bagnesi, religiosa italiana (n. 1514)
- 31 maggio - García Álvarez de Toledo y Osorio, militare, politico e nobile spagnolo (n. 1514)

### Giugno
- 4 giugno - Alvise I Mocenigo, doge (n. 1507)
- 7 giugno - Daniele di Waldeck, militare tedesco (n. 1530)
- 12 giugno - Orazio Samacchini, pittore italiano (n. 1532)
- 26 giugno - Bartolomeo Giugni, arcivescovo cattolico italiano
- 26 giugno - Biagio di Monluc, generale e scrittore francese (n. 1502)
- 29 giugno - Andrés de Oviedo, patriarca cattolico e gesuita spagnolo (n. 1518)
- 30 giugno - Frances de Vere, nobildonna inglese (n. 1516)

### Luglio
- 2 luglio - Louis Le Roy, scrittore francese
- 23 luglio - Scipione Rebiba, cardinale e arcivescovo cattolico italiano (n. 1504)

### Settembre
- 7 settembre - Maria d'Aviz, nobile portoghese (n. 1538)
- 10 settembre - Augustinus Hunnaeus, teologo tedesco (n. 1521)
- 11 settembre - Alexandru II Mircea, principe (n. 1529)
- 11 settembre - Pedro de Villagra, generale e esploratore spagnolo (n. 1513)
- 27 settembre - Diego de Covarrubias y Leiva, giurista, politico e arcivescovo spagnolo (n. 1512)
- 29 settembre - Gjon Buzuku, vescovo cattolico albanese (n. 1499)

### Ottobre
- 3 ottobre - Enrico IX di Waldeck, nobile tedesco (n. 1531)
- 7 ottobre - George Gascoigne, poeta britannico (n. 1535)
- 10 ottobre - Maria d'Aviz, principessa portoghese (n. 1521)
- 13 ottobre - Julián Romero, militare spagnolo (n. 1518)
- 14 ottobre - Françoise di Brézé, nobildonna francese (n. 1515)
- 22 ottobre - Sebastiano Ferrero-Fieschi, vescovo cattolico italiano (n. 1527)

### Novembre
- 3 novembre - Innocenzo Ciocchi del Monte, cardinale italiano (n. 1532)
- 19 novembre - Matsunaga Hisahide, militare giapponese (n. 1508)
- 24 novembre - Scià Isma'il II, sovrano persiano (n. 1537)
- 30 novembre - Cutberto Mayne, presbitero inglese (n. 1543)

### Dicembre
- 2 dicembre - Troilo Orsini, diplomatico e condottiero italiano (n. 1547)
- 18 dicembre - Anna di Sassonia, principessa tedesca (n. 1544)
- 24 dicembre - Andrea Amati, liutaio italiano

### Senza giorno specificato
- Joos Aerts, scultore olandese
- Afonso Álvares Guerreiro, poeta portoghese
- Bartolomeo Arnigio, medico e poeta italiano (n. 1523)
- Viglius van Aytta, politico olandese (n. 1505)
- Nicolas Béatrizet, incisore francese
- Rémy Belleau, poeta francese (n. 1528)
- Hartmann Beyer, teologo tedesco (n. 1516)
- Melchor Bravo de Saravia, generale spagnolo (n. 1512)
- Antonio Canal, ammiraglio e politico italiano (n. 1521)
- Damasceno Studita, scrittore e vescovo ortodosso greco (n. 1500)
- Rodrigo Gil de Hontañón, architetto spagnolo (n. 1500)
- Devlet I Giray (n. 1512)
- Vincenzo Grandi, scultore italiano (n. 1493)
- Francesco Horologi, ingegnere militare italiano
- Antonio Lafreri, incisore e cartografo francese (n. 1512)
- Antonio Lauro, vescovo cattolico italiano (n. 1498)
- Léonard Limosin, orafo

## Calendario
| Calendario 1577 | Calendario 1577 | Calendario 1577 | Calendario 1577 | Calendario 1577 | Calendario 1577 | Calendario 1577 | Calendario 1577 | Calendario 1577 | Calendario 1577 | Calendario 1577 | Calendario 1577 | Calendario 1577 | Calendario 1577 | Calendario 1577 | Calendario 1577 | Calendario 1577 | Calendario 1577 | Calendario 1577 | Calendario 1577 | Calendario 1577 | Calendario 1577 | Calendario 1577 | Calendario 1577 | Calendario 1577 | Calendario 1577 | Calendario 1577 | Calendario 1577 | Calendario 1577 | Calendario 1577 | Calendario 1577 | Calendario 1577 | Calendario 1577 |
| --------------- | --------------- | --------------- | --------------- | --------------- | --------------- | --------------- | --------------- | --------------- | --------------- | --------------- | --------------- | --------------- | --------------- | --------------- | --------------- | --------------- | --------------- | --------------- | --------------- | --------------- | --------------- | --------------- | --------------- | --------------- | --------------- | --------------- | --------------- | --------------- | --------------- | --------------- | --------------- | --------------- |
|                 | 1               | 2               | 3               | 4               | 5               | 6               | 7               | 8               | 9               | 10              | 11              | 12              | 13              | 14              | 15              | 16              | 17              | 18              | 19              | 20              | 21              | 22              | 23              | 24              | 25              | 26              | 27              | 28              | 29              | 30              | 31              |                 |
| Gennaio         | Ma              | Me              | Gi              | Ve              | Sa              | Do              | Lu              | Ma              | Me              | Gi              | Ve              | Sa              | Do              | Lu              | Ma              | Me              | Gi              | Ve              | Sa              | Do              | Lu              | Ma              | Me              | Gi              | Ve              | Sa              | Do              | Lu              | Ma              | Me              | Gi              |                 |
| Febbraio        | Ve              | Sa              | Do              | Lu              | Ma              | Me              | Gi              | Ve              | Sa              | Do              | Lu              | Ma              | Me              | Gi              | Ve              | Sa              | Do              | Lu              | Ma              | Me              | Gi              | Ve              | Sa              | Do              | Lu              | Ma              | Me              | Gi              |                 |                 |                 |                 |
| Marzo           | Ve              | Sa              | Do              | Lu              | Ma              | Me              | Gi              | Ve              | Sa              | Do              | Lu              | Ma              | Me              | Gi              | Ve              | Sa              | Do              | Lu              | Ma              | Me              | Gi              | Ve              | Sa              | Do              | Lu              | Ma              | Me              | Gi              | Ve              | Sa              | Do              |                 |
| Aprile          | Lu              | Ma              | Me              | Gi              | Ve              | Sa              | Do              | Lu              | Ma              | Me              | Gi              | Ve              | Sa              | Do              | Lu              | Ma              | Me              | Gi              | Ve              | Sa              | Do              | Lu              | Ma              | Me              | Gi              | Ve              | Sa              | Do              | Lu              | Ma              |                 |                 |
| Maggio          | Me              | Gi              | Ve              | Sa              | Do              | Lu              | Ma              | Me              | Gi              | Ve              | Sa              | Do              | Lu              | Ma              | Me              | Gi              | Ve              | Sa              | Do              | Lu              | Ma              | Me              | Gi              | Ve              | Sa              | Do              | Lu              | Ma              | Me              | Gi              | Ve              |                 |
| Giugno          | Sa              | Do              | Lu              | Ma              | Me              | Gi              | Ve              | Sa              | Do              | Lu              | Ma              | Me              | Gi              | Ve              | Sa              | Do              | Lu              | Ma              | Me              | Gi              | Ve              | Sa              | Do              | Lu              | Ma              | Me              | Gi              | Ve              | Sa              | Do              |                 |                 |
| Luglio          | Lu              | Ma              | Me              | Gi              | Ve              | Sa              | Do              | Lu              | Ma              | Me              | Gi              | Ve              | Sa              | Do              | Lu              | Ma              | Me              | Gi              | Ve              | Sa              | Do              | Lu              | Ma              | Me              | Gi              | Ve              | Sa              | Do              | Lu              | Ma              | Me              |                 |
| Agosto          | Gi              | Ve              | Sa              | Do              | Lu              | Ma              | Me              | Gi              | Ve              | Sa              | Do              | Lu              | Ma              | Me              | Gi              | Ve              | Sa              | Do              | Lu              | Ma              | Me              | Gi              | Ve              | Sa              | Do              | Lu              | Ma              | Me              | Gi              | Ve              | Sa              |                 |
| Settembre       | Do              | Lu              | Ma              | Me              | Gi              | Ve              | Sa              | Do              | Lu              | Ma              | Me              | Gi              | Ve              | Sa              | Do              | Lu              | Ma              | Me              | Gi              | Ve              | Sa              | Do              | Lu              | Ma              | Me              | Gi              | Ve              | Sa              | Do              | Lu              |                 |                 |
| Ottobre         | Ma              | Me              | Gi              | Ve              | Sa              | Do              | Lu              | Ma              | Me              | Gi              | Ve              | Sa              | Do              | Lu              | Ma              | Me              | Gi              | Ve              | Sa              | Do              | Lu              | Ma              | Me              | Gi              | Ve              | Sa              | Do              | Lu              | Ma              | Me              | Gi              |                 |
| Novembre        | Ve              | Sa              | Do              | Lu              | Ma              | Me              | Gi              | Ve              | Sa              | Do              | Lu              | Ma              | Me              | Gi              | Ve              | Sa              | Do              | Lu              | Ma              | Me              | Gi              | Ve              | Sa              | Do              | Lu              | Ma              | Me              | Gi              | Ve              | Sa              |                 |                 |
| Dicembre        | Do              | Lu              | Ma              | Me              | Gi              | Ve              | Sa              | Do              | Lu              | Ma              | Me              | Gi              | Ve              | Sa              | Do              | Lu              | Ma              | Me              | Gi              | Ve              | Sa              | Do              | Lu              | Ma              | Me              | Gi              | Ve              | Sa              | Do              | Lu              | Ma              |                 |